# Paul Ernst Levy
Paul Ernst Levy (Aquisgrana, 4 luglio 1875 – Aquisgrana, 11 maggio 1956) è stato un chimico e metallurgista tedesco.

## Biografia
Figlio di un grossista di tessuti, Levy studiò Chimica e Metallurgia presso le scuole superiori di Aachen, Monaco di Baviera e Würzburg, diplomandosi nel 1897. Ritornato ad Aquisgrana, dal 1898 al 1912 fu assistente di Ludwig Claisen presso il Laboratorio di Chimica Organica della RWTH (università tecnica di Aquisgrana).
Nonostante la sua abilitazione conseguita nel 1911, fino al 1927 Levy dovette insegnare gratuitamente le materie di Estrazione mineraria, Metallurgia e Chimica. Iniziò a ricevere lo stipendio solo con l'introduzione dell'attività didattica per grassi, oli, cere e resine e nel 1928 ottenne un contratto di collaborazione come professore straordinario non dipendente. Inoltre, nel 1931, gli fu assegnata la docenza per il nuovo corso di Tecnica tessile.
Nella primavera del 1933, iniziarono anche presso la RWTH le proscrizioni nel corpo studentesco. Qui per il comitato di proscrizione furono impiegati membri dell'ASTA ("Comitato Generale degli Studenti") e i leader degli studenti; il comitato, composto da Hermann Bonin, Hubert Hoff, Felix Rötscher, Adolf Wallichs e Robert Hans Wentzel, produceva rapporti su quali docenti e professori fossero di origine non ariana e avessero un'opinione politica sfavorevole, presunta o reale che fosse.
A causa delle sue origini ebraiche, insieme con gli altri professori non ariani Otto Blumenthal, Walter Maximilian Fuchs, Arthur Guttmann, Ludwig Hopf, Theodore von Kármán, Karl Walter Mautner Alfred Meusel, Leopold Karl Scegli, Rudolf Ruer, Hermann Salmang e Ludwig Strauss, Levy doveva ormai misurarsi con la legge per la Ristrutturazione della Pubblica Amministrazione (Gesetz zur Wiederherstellung des Berufsbeamtentums) e il conseguente ritiro, a partire dal settembre 1933, della licenza di insegnamento.
Nonostante una petizione del suo rettore uscente Paul Röntgen al commissario del Reich presso il Ministero dell'Istruzione Bernhard Rust per la prosecuzione del contratto di ricerca di Levy, il contratto non fu prorogato. Solo nel 1934, il successivo rettore Otto Gruber gli permise a proprie spese di tornare in laboratorio per continuare il lavoro fino al 1936.
Tre anni dopo, finalmente, grazie all'aiuto di uno studente, Levy riuscì a rifugiarsi con la moglie a Bruxelles. Sua sorella, pure residente a Aquisgrana, non riuscì a fuggire e fu reclusa in campo di concentramento. Dopo la morte di sua moglie, nel 1950, nonostante i brutti ricordi, Levy ritornò ad Aquisgrana, dove morì l'11 maggio 1956.

## Attività professionale
Paul Ernst Levy si dedicò con intensità alla ricerca, studiando la struttura dell'acido abietico e conseguendo risultati dapprincipio controversi, ma infine significativi.  La ricerca della formula di struttura ancora oggi nota dell'inglese Sir Derek H. R. Barton nella sua forma finale sarebbe stata impensabile in quel tempo senza il lavoro preliminare di Levy.

## Opere principali
- Beiträge zur Kenntnis der Aldehyde mit doppelter und dreifacher Kohlenstoffbindung, Università di Monaco, Monaco di Baviera, 1897.